# مئذنة تشهل دختران
مئذنة تشهل دختران (بالفارسية: مناره چهل دختران) هي مئذنة تاريخية تعود إلى القرن السادس الهجري، وتقع في أصفهان.